# Региони в Англия
Регионите в Англия (на английски: Regions или Government Office Regions) са административно-териториални единици от най-високо ниво в страната. Между 1994 г. и 2011 г. девет региона имат официално деволвирани функции в рамките на правителството. Въпреки че вече не изпълняват тази роля, те продължават да се използват за статистически и някои административни цели. Те определят области (избирателни райони, на английски: constituencies) за целите на изборите за Европейския парламент. Евростат също така ги използва, за да разграничи Обща класификация на териториалните единици за статистически цели в рамките на Европейския съюз. Регионите като цяло следват границите на бившите стандартни региони, установени през 1940 г. за статистически цели.
Всеки регион включва едно или няколко графства. Делението на региони е въведено през 1994 г. от правителството на Джон Мейджър.

## Списък с региони
| Име                  | Население  | Площ (km2) | Гъстота (д/km2) | Най-голям градски регион |
| -------------------- | ---------- | ---------- | --------------- | ------------------------ |
| Уест Мидландс        | 5 601 847  | 13 000     | 430             | Бирмингам                |
| Югозападна Англия    | 5 288 935  | 23 829     | 221,95          | Бристъл                  |
| Йоркшър и Хъмбър     | 5 283 733  | 15 420     | 342,65          | Лийдс                    |
| Ийст Мидландс        | 4 533 222  | 15 627     | 290,09          | Лестър                   |
| Лондон               | 8 173 941  | 1572       | 5199,71         | Лондон                   |
| Северозападна Англия | 7 052 177  | 14 165     | 497,86          | Манчестър                |
| Североизточна Англия | 2 596 886  | 8592       | 302,24          | Нюкасъл на Тайн          |
| Източна Англия       | 5 846 965  | 19 120     | 305,8           | Норич                    |
| Югоизточна Англия    | 8 634 750  | 19 095     | 452,2           | Портсмът                 |
| Англия               | 53 012 456 | 130 420    | 406,55          | Лондон                   |